# Pukwana
Pukwana is een plaats (town) in de Amerikaanse staat South Dakota, en valt bestuurlijk gezien onder Brule County.

## Demografie
Bij de volkstelling in 2000 werd het aantal inwoners vastgesteld op 287.
In 2006 is het aantal inwoners door het United States Census Bureau geschat op 278, een daling van 9 (-3,1%).

## Geografie
Volgens het United States Census Bureau beslaat de plaats een oppervlakte van
2,0 km², geheel bestaande uit land. Pukwana ligt op ongeveer 475 m boven zeeniveau.

## Plaatsen in de nabije omgeving
De onderstaande figuur toont nabijgelegen plaatsen in een straal van 36 km rond Pukwana.